# Иваново (Янтиковский район)
Ива́ново (чув. Чӳкҫырми) — деревня в Янтиковском районе Чувашской Республики. Входит в состав Янтиковского сельского поселения.

## Географическое положение
Деревня находится на расстоянии 1,5 км юго-западнее села Янтиково.

## История
Деревня расположена в непосредственной близости от деревни Подлесное и имеет с ней общую историю. В развитии и становлении деревень можно выделить линию, восходящую к древнейшим чувашским этно-культурным традициям. Основное различие между деревнями в характеристиках ингумации.
Архивные источники свидетельствуют, что в 1565 году в 5 верстах от деревни Тимяш на Перасевском поле тимяшевцы построили 5 амбаров и 9 изб. В 1781—1782 годах здесь образовалась деревня Подлесное, из которой впоследствии выделилась деревня Иваново, изначально — Чуксырми. Название Чӳкҫырми произошло от чувашских слов чӳк (языческий обряд жертвоприношения) и ҫырма (овраг) — овраг для жертвоприношения. Основателем деревни был проживавший здесь знахарь Иван. К нему приходили окрестные чуваши для совершения обряда.
Деревня первоначально располагалась в лесистой местности рядом со множеством родников. Леса постепенно вырубались и превращались в пахотные земли. В царское время Иваново входило в Старо-Тябердинскую волость Цивильского уезда Казанской губернии. Жители были государственными крестьянами. Жили бедно, никакой грамоты не было, их насильственно крестили. Многие были заражены трахомой, ходили в лаптях, домотканой одежде. Семьи были преимущественно многодетные, между родственниками характерны линиджевые отношения. Семьи в большинстве своём придерживались патриархальных взаимоотношений, была распространена кража невесты.

## Современный период
После революции деревня вошла в Янтиковский район Чувашской АССР, на пустыре между деревнями Подлесное и Иваново рядом с конюшенным двором (в настоящее время разрушен до основания) появились школа и клуб. При ивановской восьмилетней школе были организованы краеведческий музей и картинная галерея, имевшие республиканскую известность (в настоящее время фонды утрачены).
В годы перестройки колхоз развалился, часть земель пустовала, теперь Иваново входит в состав Янтиковского сельского поселения. В конце 1990-х годов многие местные жители в поисках работы устремились в Москву.
В деревне существует старое языческое кладбище, исторические захоронения находятся на территории старых погребений с согнутой ингумацией (могильник не исследован).
Празднование дня деревень Подлесное и Иваново происходит в праздник Симек.